# Шеффау-ам-Вільден-Кайзер
Шеффау-ам-Вільден-Кайзер (нім. Scheffau am Wilden Kaiser) — містечко й громада округу Куфштайн у землі Тіроль, Австрія.
Шеффау-ам-Вільден-Кайзер лежить на висоті 745 м над рівнем моря і займає площу 31,45 км². Громада налічує 1323 мешканців.
Густота населення 42/км².
|                                                   |
| Шеффау-ам-Вільден-Кайзер на мапі округу та землі. |

 Адреса управління громади: Dorf 45, 6351 Scheffau am Wilden Kaiser.